# Pokrzywy (Purda)
Pokrzywy (deutsch Friedrichstädt) ist ein Ort in der polnischen Woiwodschaft Ermland-Masuren. Er gehört zur Gmina Purda (Landgemeinde Groß Purden) im Powiat Olsztyński (Kreis Allenstein).

## Geographische Lage
Pokrzywy liegt im Westen der Woiwodschaft Ermland-Masuren, 18 Kilometer südöstlich der Kreis- und Woiwodschaftshauptstadt Olsztyn (deutsch Allenstein).

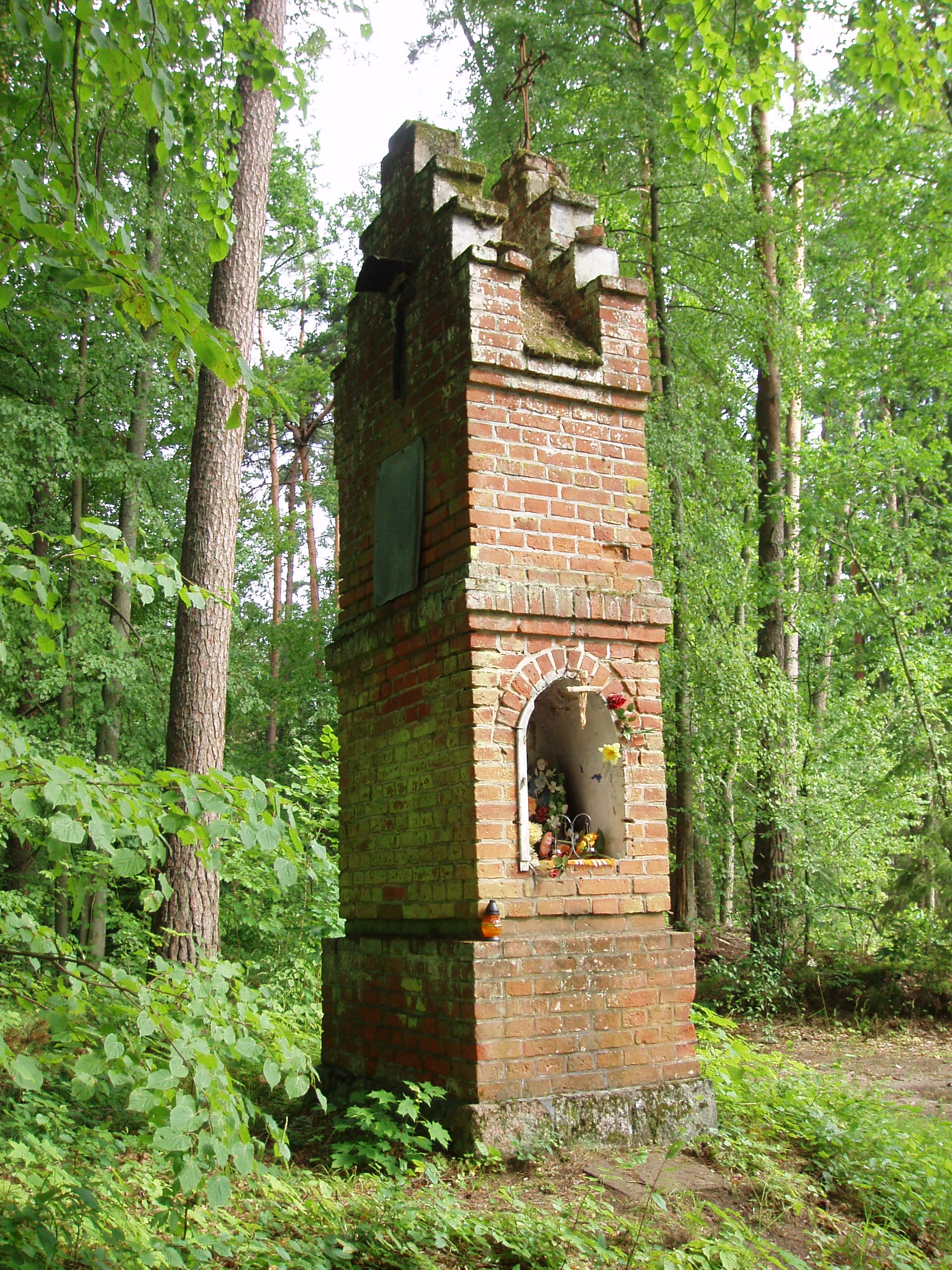
Bildstock im Wald bei Pokrzywy

## Geschichte
Bereits am 2. Oktober 1810 gründete sich ein kleiner Ort, der am 20. April bzw. 23. August 1827 als neue Landgemeinde im ostpreußischen Kreis Allenstein gebildet wurde. Im Jahre 1857 wurde der Ort als Erbpachtsdorf mit 105 Einwohnern erwähnt, am 3. Dezember 1861 erbrachte eine Volkszählung 15 Wohngebäude mit 126 Einwohnern.
Als 1874 der neue Amtsbezirk Wuttrienen (polnisch Butryny) errichtet wurde, wurde die Landgemeinde Friedrichstädt eingegliedert. Die Zahl der Einwohner Friedrichstädts belief sich im Jahre 1910 auf 132, im Jahre 1933 auf 116 und im Jahre 1939 auf 130.
Als 1945 in Kriegsfolge das gesamte südliche Ostpreußen an Polen abgetreten wurde, erhielt Friedrichstädt die polnische Namensform „Pokrzywy“. Heute ist das Dorf in die Landgemeinde Purda (Groß Purden) im Powiat Olsztyński (Kreis Allenstein) eingegliedert, von 1975 bis 1998 der Woiwodschaft Olsztyn, seither der Woiwodschaft Ermland-Masuren zugehörig. Im Jahre 2011 zählte Pokrzywy 56 Einwohner.

## Kirche
Bis 1945 war Friedrichstädt in die Evangelische Kirche Neu Bartelsdorf (polnisch Nowa Wieś) in der Kirchenprovinz Ostpreußen der Kirche der Altpreußischen Union, außerdem in die römisch-katholische Kirche Wuttrienen (polnisch Butryny) im damaligen Bistum Ermland eingepfarrt.
Heute gehört Pokrzywy katholischerseits weiterhin zu Butryny, das jetz zum Erzbistum Ermland gehört. Evangelischerseits oerientieren sich die Einwohner zur Christus-Erlöser-Kirche in Olsztyn (Allenstein) in der Diözese Masuren der Evangelisch-Augsburgischen Kirche in Polen.

## Verkehr
Pokrzywy liegt an der verkehrsreichen Woiwodschaftsstraße 598, die die Woiwodschaftshauptstadt Olsztyn mit Zgniłocha (Gimmendorf) an der Landesstraße 58 verbindet. Eine von den Nachbarorten Przykop (Przykopp, Dorf, 1932 bis 1945 Grabenau) und Przykopiec (Przykopp, Forst, 1932 bis 1945 Wilhelmshütte) herkommende Nebenstraße endet in Pokrzywy.
Eine Anbindung an den Bahnverkehr besteht nicht.